# Mr. Spritz Goes to Washington
«Mr. Spritz Goes to Washington» (рус. Красти едет в Вашингтон) — четырнадцатый эпизод четырнадцатого сезона мультсериала «Симпсоны». Впервые вышел в эфир 9 марта 2003 года.

## Сюжет
Гомер и Барт смотрят телевизор, как вдруг весь дом Симпсонов начинает ходить ходуном. Выбежав на улицу, семья замечает, что над их домом теперь пролетают самолёты! Изменившиеся воздушные коридоры негативно влияют на жизнь Симпсонов и тогда Гомер решает поехать в Спрингфилдский аэропорт и разобраться с этой несправедливостью. Оказывается, коридоры перенесли из-за того, что ранее самолёты пролетали над домом мэра Куимби, что не очень-то нравилось последнему, а учитывая его влиятельность, дело оказалось поправимым, и теперь самолёты пролетают над жилым районом, где проживают Симпсоны. А самой семейке в смене коридоров отказывают. Проходит месяц. Жить в доме стало невыносимо: по дому перемещается мебель, Лиза от нервов выучила расписание самолётов, даже пёс облез. Мардж решает, что надо переезжать. Но для этого надо продать старый дом, а такую «трясущуюся экзотику» никто покупать не хочет. Наконец Лиза предлагает идти жаловаться в конгресс. Но как назло именно во время трогательной беседы старый конгрессмен Гораций Уилкос умирает. В итоге в городе будут проводить выборы нового конгрессмена.  Немного поразмышляв, Симпсоны решают выдвинуть в конгрессмены самого клоуна Красти, самую популярную знаменитость в городе!
Барт приходит к Красти на Студию Крастилу и предлагает клоуну стать конгрессменом. Подумав о возможностях, которых его лишали нынешние конгрессмены, Красти соглашается. Поскольку клоун состоит в Республиканской Партии, та его и выдвигает. Поначалу предвыборная кампания не идёт Красти на пользу: на собрании латиноамериканцев он на мексиканском языке говорит избирателям ужасные гадости (значения сказанных слов Красти, разумеется, не знает); на собрании женщин-избирательниц клоун ведёт себя как женоненавистник, чем вызывает гнев у избирательниц (Мардж еле-еле удаётся убедить их, что клоун просто шутит). К тому же соперник Красти от Демократической партии Джон Армстронг демонстрирует ролики, где клоун в своей передаче издевается над представителями других стран. Понимая, что таким темпом Красти вряд ли удастся стать конгрессменом, Лиза даёт ему совет, как победить: нужно достучаться до избирателей. Красти это удаётся, когда он заговаривает о заботе избирателей. Это кардинально меняет ситуацию: на теледебатах Красти изображают с нимбом на голове на фоне американского флага, а его соперника, которого презрительно называют «этот тип» и «товарищ» — с рогами как у черта на фоне серпа и молота (символа коммунистов). Разумеется, Красти побеждает и становится конгрессменом!
Но приступив к работе, Красти сталкивается с дедовщиной: постоянные конгрессмены не желают слушать клоуна и заставляют его заниматься грязной работой, а конгрессмены более низкого ранга равнодушны к проблемам простых людей и предпочитают в буквальном смысле сотрясать воздух. Узнав об этом, Симпсоны разочаровываются в Красти, а Гомер своим патриотическим настроем убеждает клоуна быть более настойчивым в своих целях. Но и таким образом законопроект не проходит на голосование. Увидев, что Красти не виноват в создавшейся ситуации, Симпсоны решают помочь ему регламентировать закон о смене воздушных коридоров. В этом им вызывается помочь местный уборщик, "похожий на Уолтера Мондейла", который знает все хитрости Конгресса: Барт достаёт кассету, на которой один из конгрессменов (глава комитета) посылает открытку своей тётке за казённые деньги; Гомер выпивает вместе с конгрессменом из Техаса и делает так, чтобы тот напился до бесчувствия; а Лиза должна незаметно прицепить свой законопроект к стопроцентно-проходному, пока пьяный Гомер отвлекает конгрессменов (ну а Мардж просто ничего не должна делать, всё уже готово). План сработал на ура, и Закон Красти был принят. «Наконец самолёты летают там, где надо! — Точно, над домами бедняков!» — заключают Барт и Гомер, вместе с остальными членами семьи наблюдая за теперь уже далёкими самолётами.